# Visbeker Braut
De Visbeker Braut is een hunebed in Aumühle. Het ligt bij Wildeshausen in Landkreis Oldenburg, Nedersaksen. Het ligt ten westen van de kern van Wildeshausen en zuidelijk van de Bundesautobahn 1 en de Bundesstraße 213. Het is onderdeel van de Straße der Megalithkultur.

## Kenmerken
De kamer heeft geen toegang en bestaat uit tien draagstenen en vier dekstenen. De kamer ligt in een ca. 80 meter lang en 9 meter breed Hünenbett (in Duitsland is dit de benaming voor een bouwwerk met een rechthoekige krans). Dit Hühnenbett had ooit 105 kransstenen. Er staan 47 stenen aan de ene lange zijden (er missen 3) en aan de andere lange zijde staan 33. De korte kant in het zuidwesten heeft twee stenen die meer dan 2,5 meter groot zijn. De drie stenen aan de noordoostkant ontbreken.
Het hunebed is ook bekend onder Sprockhoff 936

## Sage
Dit hunebed vormt samen met de vier kilometer verderop gelegen Visbeker Bräutigam (het langste hunebed uit Nedersaksen) een plek uit een bekende sage. De bruid (Gretchen) werd door haar vader gedwongen met de bruidegom te trouwen. Haar hart behoorde een andere man toe en ze wenste dat de bruiloft niet door zou gaan, waarna zijzelf en haar bruidswagen (Brautwagen) en ook haar eigen bruidsstoet en de bruidsstoet van de bruidegom (Visbeker Braut en Visbeker Bräutigam) in stenen veranderden.

## Weblinks
- Visbek Navigator – auf die Visbeker Braut fokussierter LGLN bequellter interaktiver amtl. nds. Kartendienst der Gemeinde Visbek
- Visbeker Braut und Bräutigam – Sage
- Beschreibung und Bilder
- Visbeker Braut. Stonepages
- Die Visbeker Braut – eine steinzeitliche Mondwarte?[dode link] (PDF; 806 kB) Sternwarte Recklinghausen